# Гессинг, Лиза
Лиза Кьер Гессинг (дат. Lisa Kjær Gjessing; род. 4 июля 1978) — датская паратхэквондистка. Чемпионка летних Паралимпийских игр 2020 в Токио и бронзовая призёрка летних Паралимпийских игр 2024 в Париже.

## Биография
Лиза Гессинг участвовала на чемпионатах мира по тхэквондо в 2001 и 2003 годах. После ампутации руки в 2009 году переквалифицировалась в паратхэквондо.
На летних Паралимпийских играх 2020 в Токио была знаменосцем Дании на церемонии открытия игр. 3 сентября 2021 года завоевала «золото» в весовой категории до 58 кг. В четвертьфинале победила египтянку Сальму Абохегази, в полуфинале — бразильянку Силвану Фернандеш, в финале — британку Бет Мунро.
1 февраля 2024 года Гессинг сообщила, что закончит свою спортивную карьеру после летних Паралимпийских игр 2024. 30 августа 2024 года в Париже 46-летняя датчанка соревновалась в категории до 65 кг. Она победила в 1/8 финала спортсменку из Соломоновых Островов Джуниту Тоноване, в четвертьфинале проиграла французской паратхэквондистве Джелике Диалло. В утешительном полуфинале она победила британку Бет Мунро, а в матче за бронзовую медаль — камерунку Мари Антуанетт Дасси.